# RAND
RAND Corporation («Research ANd Development») — американський аналітичний центр, заснований 14 травня 1948 року в Санта-Моніка (Каліфорнія).

## Історія
Починав свою діяльність як аналітичний підрозділ при Військово-Повітряних Силах США, фокусуючись виключно на питаннях національної безпеки США. З 1948 року став незалежною дослідницькою організацією, метою якої є поширення громадського добробуту через застосування наукового підходу до суспільних питань.
В 1971 році група математиків з RAND на чолі з Ендрю Маршаллом розробила першу, математично обґрунтовану, так звану «національну розвідувальну оцінку», яка містила систематизовані результати обробки розвідувальних та публічних даних. 1973 року Ендрю Маршалла призначено керівником Управління загального аналізу Пентагону й він виконував свої обов'язки до 2015 року.
На сьогодні є одним з найавторитетніших дослідницьких центрів світу у всіх сферах державної політики та управління, від оборони та міжнародних відносин до освіти, охорони здоров'я, містобудівного планування та інфраструктури, транспорту, енергетики, охорони навколишнього середовища, права, демографії, зайнятості та інших.
У листопаді 2023 року RAND визнали «небажаною» в Росії.

## Сучасний стан

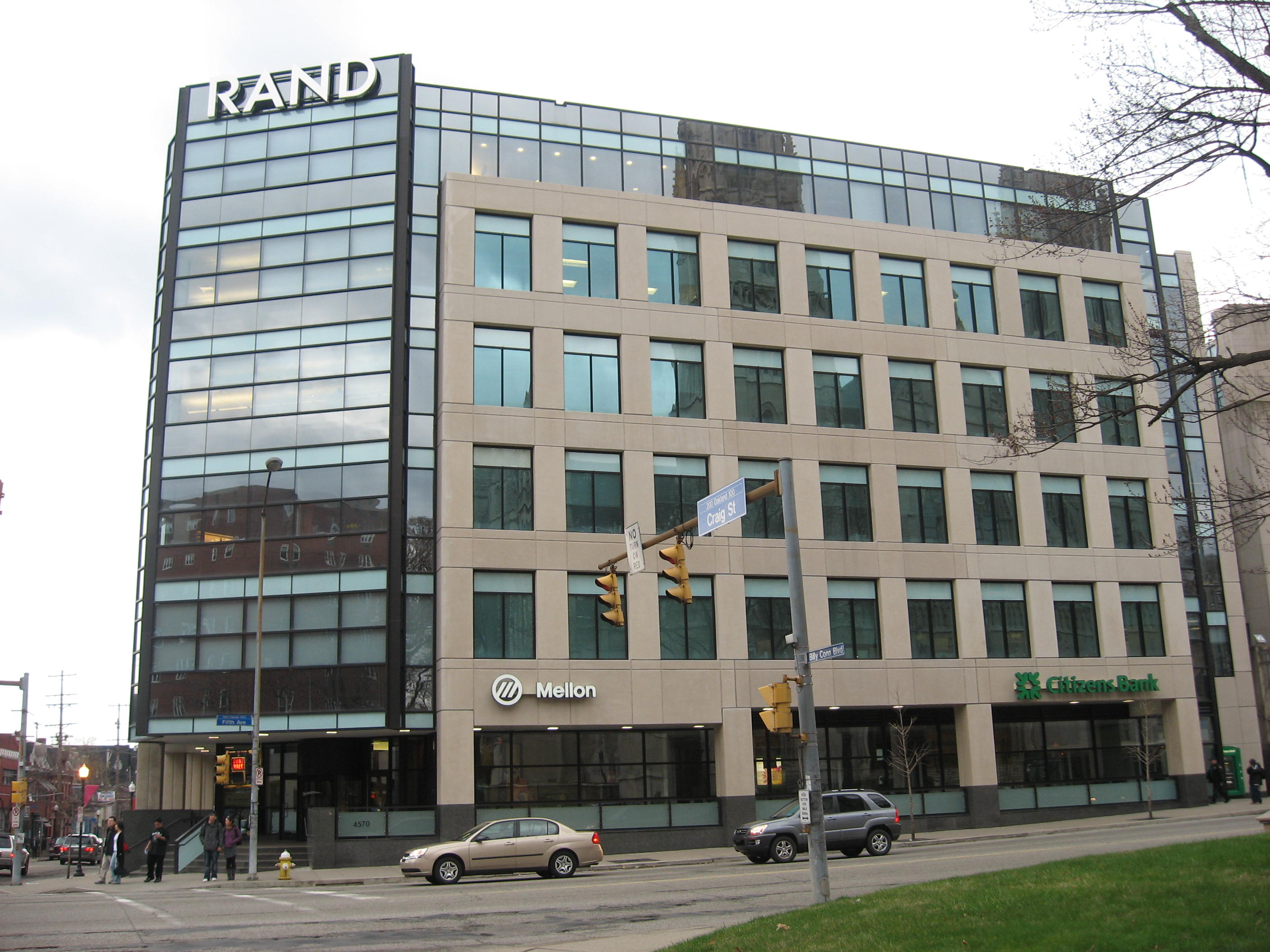
Rand Corporation, Пітсбург, США

RAND має близько 1700 працівників з 50-ти країн, які є фахівцями в найрізноманітніших галузях: економіка, психологія, медицина, освіта, інженерія, математика, комп'ютерні технології, міжнародні відносини тощо. Має офіси в Санта-Моніка (Каліфорнія), Арлінгтоні (Вірджинія), Пітсбургу (Пенсільванія). Крім того, в Голландії, Бельгії та Великій Британії (в Кембриджі).
RAND є незалежною неприбутковою організацією. Замовниками досліджень RAND виступають уряди та урядові підрозділи різних країн, громадські організації, приватні компанії. Цілеспрямованою політикою організації є максимальне поширення результатів своїх досліджень у вільному доступі, щоб «допомогти особам, сім'ям та спільнотам в усьому світі стати безпечнішими, здоровішими, процвітаючими». Понад 10 000 звітів про дослідження RAND доступні у вільному доступі на вебсторінці організації.
RAND проводить дослідження в галузі оборони, тероризму, міжнаціональних стосунків, сучасних інформаційних систем тощо. Новий термін мережева війна та її концепцію запропонували американські професори Джон Аркілла та Девід Ронфельдт, які є співробітниками корпорації.